# Joc d'escacs Selenus

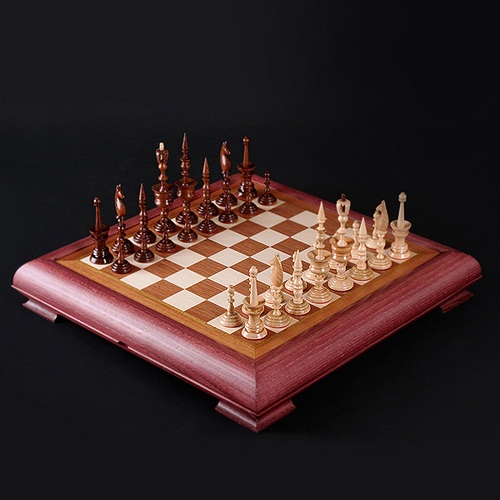
Joc d'escacs Selenus

El joc d'escacs Selenus és un estil de joc d' escacs, en ús abans de l'estandardització de les peces d'escacs que es va produir després que el conjunt d'escacs Staunton fos llançat al mercat el 1849 pel fabricant de jocs John Jaques de Londres. Els conjunts de Selenus eren típics d'Alemanya i del nord d'Europa i reben el nom de Gustavus Selenus, nom abreujat d'August el Jove, duc de Brunswick-Lüneburg, autor d'un important manual d'escacs publicat al segle XVII: Escacs o el joc del rei (en alemany: Das Schachoder Königsspiel). El joc estàndard incloïa bases i eixos tornejats amb torn delicats i grades amb cercles semblants a corones. Les peces es distingien per les alçàries, el nombre de nivells i, de vegades, pels símbols.
Aquests escacs també s'anomenen jocs d'escacs de jardí perquè el seu tema generalment consistia en "jardins de flors formals": els reis i les reines eren fonts; els Alfils i els Peons eren flors; Els cavallers eren cavalls gentils; i les torres es van convertir en torres de ciutat en lloc de merlets de castell. A Anglaterra se'ls solia anomenar Tulip Chess Sets.